# Johannes Lebech
Niels Johannes Lebech (ur. 12 września 1948 w Skive) – duński polityk, nauczyciel akademicki, były minister, eurodeputowany w latach 2007–2009.

## Życiorys
Absolwent szkoły średniej Viborg Katedralskole z 1967. Ukończył w 1975 studia z zakresu historii i języka duńskiego na Uniwersytecie w Aarhus. Kształcił się w połowie lat 90. w zakresie studiów europejskich na Jysk Åbent Universitet. Pracował w służbie cywilnej, był wykładowcą w szkołach średnich i wyższych.
W 1980 przystąpił do socjalliberalnej partii Det Radikale Venstre. Od 1997 do 2000 pełnił funkcję przewodniczącego tego ugrupowania (stanowisko formalne, faktyczną władzę w tej partii sprawują ministrowie i przewodniczący klubu poselskiego). Był też krótko członkiem zarządu Danmarks Radio. Od grudnia 2000 do listopada 2001 Johannes Lebech sprawował urząd ministra ds. kościelnych w rządzie Poula Nyrupa Rasmussena. W 2002 wybrano go na wiceprzewodniczącego Partii Europejskich Liberałów, Demokratów i Reformatorów. W tym samym roku został audytorem generalnym.
W wyborach w 2004 kandydował do Parlamentu Europejskiego. Mandat objął w 2007 po rezygnacji Andersa Samuelsena. Był członkiem grupy Porozumienia Liberałów i Demokratów na rzecz Europy oraz Komisji Spraw Zagranicznych. W 2009 bez powodzenia ubiegał się o reelekcję.